# Xian de Binyang
Pour les articles homonymes, voir Binyang.
Le xian de Binyang (chinois simplifié : 宾阳县 ; chinois traditionnel : 賓陽縣 ; pinyin : Bīnyáng Xiàn ; Zhuang : Binhyieng Yen) est un district administratif de la région autonome Zhuang du Guangxi en Chine. Il est placé sous la juridiction de la ville-préfecture de Nanning.

## Démographie
La population du district était de 945 303 habitants en 1999, la population du district était de 1 032 514 habitants en 2009, dont 18 % de Zhuang, groupe ethnique principalement concentré dans cette région.